# Rock in The Road
«Una Roca en el Camino» título original en inglés: «Rock in The Road» es el noveno episodio y el estreno de mitad de la séptima temporada y a su vez el nonagésimo segundo episodio general de la serie de televisión de terror posapocalíptica The Walking Dead. Se estrenó el 13 de febrero de 2017 en Estados Unidos y Latinoamérica por las cadenas AMC y Fox Premium respectivamente. El 14 de febrero se estrenó en España también mediante el canal FOX y FOX de Españá lo hizo el mismo día. Angela Kang fue la guionista de este capítulo mientras que Greg Nicotero se encargó en dirigir el episodio.
El episodio se centra en Rick (Andrew Lincoln) y el grupo tratando de reclutar al Reino para unirse con Alexandría en la guerra contra Los Salvadores.

## Previamente
Desde el estreno de la séptima temporada, Negan (Jeffrey Dean Morgan) ha atormentado a los sobrevivientes y ha saboreado cada momento. Rick Grimes (Andrew Lincoln), su espíritu se ha roto después de las muertes de Glenn Rhee (Steven Yeun) y Abraham Ford (Michael Cudlitz), sometido a la regla de Negan. Pero ahora, se reunió con Daryl Dixon (Norman Reedus), Maggie Rhee (Lauren Cohan) y Sasha Williams (Sonequa Martin-Green), están listos para ir a la guerra. Juntos, los alexandrinos intentarán enfrentarse cara a cara con la fuerza más grande, mejor armada e infinitamente más despiadada de Negan.

## Trama
Durante el turno de noche en Alexandría, el padre Gabriel (Seth Gilliam) ve algo en la oscuridad. Preso del pánico, carga toda la tienda de alimentos y armas de Alexandria en un automóvil y se marcha, mientras aparece una figura oscura en el asiento del pasajero. Mientras tanto, en Hilltop, Rick (Andrew Lincoln) y su grupo intentan convencer a Gregory (Xander Berkeley), el líder de Hilltop, para ayudar en la lucha contra los salvadores, pero Gregory se niega tercamente. Rick y su grupo, incluido Daryl (Norman Reedus), se preparan para irse, pero un grupo de ciudadanos de Hilltop promete su apoyo a Rick.
Antes de irse de Hilltop, Jesús (Tom Payne) propone una visita al Reino para presentarles al Rey Ezekiel (Khary Payton). Allí, el grupo de Rick se reúne con Morgan (Lennie James), quien, en cumplimiento de su palabra a Carol (Melissa McBride), les asegura que la encontró, pero que posteriormente abandonó el Reino. Rick le expone su caso a Ezekiel, quien necesita tiempo para considerarlo, pero le ofrece al grupo pasar la noche. Sin embargo, al día siguiente, Ezekiel declara que no quiere involucrarse, pero ofrecerá asilo a Daryl, quien actualmente es un fugitivo de los salvadores. Daryl no quiere quedarse, pero Rick lo alienta por su seguridad y la de Alexandria, así como para ayudar a convencer a Ezekiel para que cambie de opinión.
El grupo de Rick regresa a Alexandría, pero se topa con un bloqueo de autos, preparado por los Salvadores, para bloquear a los paseantes, así como una línea de tripulación equipada con dinamita. Rick y Michonne (Danai Gurira) pasan el tiempo recuperando la dinamita, pero se acerca un gran grupo de caminantes. Rick y Michonne usan los dos carros a los que estaba unida la línea de tripulación para atravesar y eliminan la manada de caminantes, dándoles tiempo para escapar. Llegan a Alexandría justo cuando un grupo de salvadores liderados por Simon (Steven Ogg) conducen y están buscando a Daryl. Rick les permite buscar agresivamente a la comunidad, descubriendo que la mayoría de sus alimentos y otras armas están desaparecidas. Cuando se van, Simon advierte que si Daryl aparece, no hay "un periodo de prescripción".
Rick y los demás intentan descubrir qué pasó con su reserva de alimentos y descubren la ausencia de Gabriel. Encuentran una nota en su libro con "bote", y Rick se da cuenta de que este es el barco en el que él y Aaron (Ross Marquand) habían buscado suministros anteriormente. Rick, Michonne, Aaron, Tara (Alanna Masterson), y Rosita (Christian Serratos) van al bote y siguen unas huellas reconociendo al Padre Gabriel, a quien lo encuentran en un estacionamiento urbano cercano. De repente están rodeados por un gran grupo de personas, con armas entrenadas. Al ver a este nuevo grupo de supervivientes, Rick sonríe.

## Producción
Los Actores Josh McDermitt (Eugene Porter) y Austin Amelio (Dwight) no aparecen en este episodio pero igual son acreditados. El actor Jeffrey Dean Morgan (Negan) tampoco aparece en este episodio pero su voz es escuchada durante el episodio.

## Recepción

### Recepción crítica
"Rock in the Road" recibió críticas positivas por parte de los críticos, y en Rotten Tomatoes posee un 88% con una media aritmética ponderada de 7.38 sobre 10, basado en 33 revisiones. Consenso dice: Incorporando una creciente sensación de optimismo en la desolación de su arco continuo, "Rock in the Road" es una configuración energizada y divertida para una guerra inminente

### Audiencia
El episodio recibió una calificación de 5,7 en la demográfica 18-49 con 12,00 millones total de espectadores.